# Dippach, Wartburg
Dippach là một đô thị trong huyện Wartburg ở bang Thüringen, Đức. Đô thị này có diện tích 6,07 km².